# Ion Monea
Ion Monea est un boxeur roumain né le 30 novembre 1940 dans la localité de Tohanu Vechi (commune de Zărnești) et mort le 1er mars 2011.

## Carrière
Médaillé de bronze aux Jeux olympiques de Rome en 1960 en poids moyens, Ion Monea s'illustre également lors des Jeux de Mexico en 1968 en atteignant la finale du tournoi. Battu par le Soviétique Danas Pozniakas, il remporte alors la médaille d'argent dans la catégorie mi-lourds.